# L'gov
L'gov (in russo Льгов?, trasl angl. Lgov) è una cittadina della Russia occidentale, nell'oblast' di Kursk; è capoluogo dell'omonimo distretto. Si trova lungo il corso del fiume Sejm, un'ottantina di chilometri a ovest del capoluogo Kursk.
L'gov viene menzionata in una cronaca dell'anno 1152 con il nome di Olgov; al 1669 risale invece la fondazione di un monastero, edificato sulle rovine della cittadina rasa al suolo dopo una scorribanda dei Mongoli. Ricevette lo status di città nel 1779 dalla zarina Caterina II.

## Società

### Evoluzione demografica
Fonte: mojgorod.ru
- 1897: 5 400
- 1939: 7 700
- 1970: 25 100
- 1989: 25 600
- 2002: 23 783
- 2006: 22 600